# Кан, Иосиф Львович
Иосиф Львович Кан (1892—1942) — советский физиолог, профессор, заведующий кафедрой физиологии животных и физиологической лабораторией биологического факультета МГУ (1930–1931, 1933–1942). Отец переводчицы М. И. Кан.

## Биография
Иосиф Львович Кан родился в 1892 году. В 1911—1916 годах учился на естественном отделении физико-математического факультета Московского университета. Параллельно посещал Народный университет имени А. Л. Шанявского, в частности лаборатории профессора Н. К. Кольцова. Принимал активное участие в еженедельных коллоквиумах. В Московском университете учителями Кана были А. Н. Северцов и И. И. Шмальгаузен. На 3-м курсе он избрал своей специальностью физиологию животных. Этой специальности его обучал будущий академик АМН СССР Н. А. Рожанский.
Некоторое время учился на старших курсах медицинского факультета. Затем устроился ассистентом в лабораторию профессора В. А. Анри в Институте труда Общества Московского научного института. В 1919 году И. Л. Кан перешёл в Институт физики и биофизики к академику П. П. Лазареву, где проработал около 10 лет. Совместно с Г. Г. Яуре занимался изучением действия электромагнитного поля на капилляры. Затем исследовал энергетику нервной системы. Короткое время заведовал лабораторией в Центральном институте труда ВЦСПС, где проводил исследования процессов газообмена.
Став ассистентом профессора А. Ф. Самойлова, создал кафедру физиологии животных биологического факультета МГУ. После смерти Самойлова в 1930 году стал заведующим кафедрой. Занимался исследованием физиологии безмякотных волокон, изучал вопрос избыточного поглощения кислорода нервной тканью. Читал курс «Физиология нервно-мышечной и центральной нервной системы», а также специальные главы для студентов старших курсов. Одним из его учеников был Х. С. Коштоянц. Несколько лет И. Л. Кан заведовал секцией биологии в Научном отделе Госиздата, был редактором ряда трудов по биологии. Последние 10 лет жизни был редактором журнала «Успехи современной биологии».
Скончался 14 марта 1942 года в Ашхабаде.